# En cavale (film, 2016)
Pour les articles homonymes, voir En cavale.
Pour plus de détails, voir Fiche technique et Distribution.
En cavale (Term Life) est un film américain réalisé par Peter Billingsley, sorti en 2016.

## Synopsis
Nick Barrow planifie minutieusement des cambriolages qu'il revend ensuite au plus offrant. Alejandro Vasquez lui en achète un, le réalise mais se fait assassiner une fois en possession de l'argent. Nick et sa fille se retrouvent alors poursuivis par le père d'Alejandro, qui est un parrain de la mafia, des tueurs à gages et des flics ripoux.

## Fiche technique
- Titre original : Term Life
- Titre français : En cavale
- Réalisation : Peter Billingsley
- Scénario : A. J. Lieberman, d'après le roman graphique Term Life d'A. J. Lieberman et Nick Thornborrow
- Direction artistique : Timothy David O'Brien
- Décors : J. Dennis Washington
- Costumes : Alix Hester
- Photographie : Roberto Schaefer
- Montage : Dan Lebental
- Musique : Dave Porter
- Production : Vince Vaughn, Victoria Vaughn, Micah Mason, Kevin Scott Frakes, Michael Luisi et Ankur Rungta
- Sociétés de production : PalmStar Entertainment, WWE Studios, Wild West Films et Merced Media Partners
- Sociétés de distribution : Focus Features (États-Unis), Metropolitan Filmexport (France)
- Pays d’origine :  États-Unis
- Langue originale : anglais
- Format : couleur - son Dolby Digital
- Genre : action, drame
- Dates de sortie :
  - États-Unis : 29 avril 2016 (sortie limitée)
  - France : 13 juillet 2016 (vidéo à la demande)

## Distribution
- Vince Vaughn (VFB : Lionel Bourguet) : Nick Barrow
- Hailee Steinfeld : Cate Barrow
- Jonathan Banks (VFB : Jean-Michel Vovk) : Harper
- Jon Favreau : Jimmy Lincoln
- Bill Paxton (VFB : Martin Spinhayer) : l'inspecteur Keenan
- Terrence Howard : le shérif Braydon
- Annabeth Gish : Lucy
- Taraji P. Henson : Samantha Thurman

Source : version française (VF) selon le carton du doublage français.